# Белаја Холуница
Белаја Холуница (рус. Белая Холуница) град је у Русији у Кировској области. Према попису становништва из 2010. у граду је живело 11232 становника.

## Становништво
| 1939. | 1959.  | 1970.  | 1979.  | 1989.  | 2002.  | 2010.  |
| ----- | ------ | ------ | ------ | ------ | ------ | ------ |
| 6.800 | 10.407 | 12.275 | 13.021 | 13.367 | 11.975 | 11.232 |